# 224 Океана
224 Океана (224 Oceana) — астероїд головного поясу, відкритий 30 березня 1882 року Йоганном Палізою у Відні.